# Valse des fleurs
Valse des fleurs (Bloemenwals) (W27) is een compositie van Igor Stravinsky voor twee piano's, gecomponeerd in 1914 in Clarens in Zwitserland. Het werk is niet gepubliceerd en werd op een door Robert Craft georganiseerd concert in New York in 1949 uitgevoerd. Het werk was in het bezit van de componist, maar is waarschijnlijk na het concert in 1949 verkeerd gearchiveerd en verloren gegaan.
Ook Tsjaikovski schreef een Valse des fleurs als onderdeel van zijn ballet de Notenkraker.

## Oeuvre
Zie het Oeuvre van Igor Stravinsky voor een volledig overzicht van het werk van Stravinsky.